# Kinungu
Kinungu ist ein Verwaltungsbezirk (englisch Ward) des Distrikts Igunga in der tansanischen Region Tabora.

## Geografie
Kinungu ist ein ländlicher Bezirk im westlichen Teil des zentralen Hochlands von Tansania, etwa 50 Kilometer Luftlinie nordwestlich der Distrikthauptstadt Igunga an der Grenze zur Region Shinyanga. Bei der Volkszählung 2022 lebten 14.874 Menschen in 2002 Haushalten auf einer Fläche von 252 Quadratkilometern.

Der Bezirk grenzt im Norden an den Distrikt Kishapu der Region Shinyanga und sonst an fünf Bezirke des Distrikts Igunga:
|          | Kishapu                                     |          |
| Mwashiku | Kompassrose, die auf Nachbargemeinden zeigt | Igurubi  |
| Ngulu    | Ntobo                                       | Itunduru |

## Gliederung
Der Bezirk besteht aus fünf Gemeinden (swahili Mtaa) mit 25 Orten (Kitongoji):
| Kinungu - Isandukilo - Migunga - Madukani - Shuleni - Igudija - Nhuluku | Mwamapuli - Mwamashimba A - Mwalunili - Mwamapuli Kati - Mwamapuli Mashariki - Mwamapuli Magharibi | Mwandihimiji - Ipembe A - Bukwimba - Ipembe B - Mpulu | Mwamagobo - Ishelui - Masanga - Mwamagobo - Mabambasi | Mwajilunga - Tumbati - Solo - Mwamalole - Migunga - Mwamawe - Mwamatulwa |

## Infrastruktur
- Bildung: Die Kinungu Secondary School ist eine staatliche weiterführende Tagesschule mit einer Ausbildung bis zur 4. Stufe.[7]
- Gesundheit: In jeder der Gemeinden Kinungu,[8] Mwamapuli,[9] Mwandihimiji,[10] Mwamagobo[11] und Mwajilunga[12] liegt eine staatliche Apotheke.